# Natação nos Jogos Olímpicos de Verão de 2012 - Revezamento 4x200 m livre masculino
A competição do revezamento 4x200 m livre masculino da natação nos Jogos Olímpicos de Verão de 2012 foi disputada no dia 31 de julho no Centro Aquático de Londres.

## Medalhistas
|  | USA Estados Unidos                                                                                |  | FRA França                                                                                |  | CHN China                                                |
|  | Ryan Lochte Conor Dwyer Ricky Berens Michael Phelps Charlie Houchin* Matt McLean* Davis Tarwater* |  | Amaury Leveaux Grégory Mallet Clément Lefert Yannick Agnel Jimmy Feigen* Jérémy Stravius* |  | Hao Yun Li Yunqi Jiang Haiqi Sun Yang Lü Zhiwu* Dai Jun* |

*Participaram apenas das eliminatórias, mas também receberam medalhas.

## Recordes
Antes desta competição, os recordes mundiais e olímpicos da prova eram os seguintes:
| Tipo | Atleta | Tempo   | Local  | Data                 |
| ---- | --- | ------- | ------ | -------------------- |
|      | USA Estados Unidos Michael Phelps (1:44.49) Ricky Berens (1:44.13) David Walters (1:45.47) Ryan Lochte (1:44.46)    | 6:58.55 | Roma   | 31 de julho de 2009  |
|      | USA Estados Unidos Michael Phelps (1:43.31) Ryan Lochte (1:44.28) Ricky Berens (1:46.29) Peter Vanderkaay (1:44.68) | 6:58.56 | Pequim | 13 de agosto de 2008 |

## Resultados

### Eliminatórias
| Pos. | Elim. | Raia | CON                | Nadadores                                                                                                   | Tempo   | Notas            |
| ---- | ----- | ---- | ------------------ | --- | ------- | ---------------- |
| 1    | 2     | 4    | USA Estados Unidos | Charlie Houchin (1:48.22) Matt McLean (1:46.68) Davis Tarwater (1:46.33) Conor Dwyer (1:45.52)              | 7:06.75 | Q                |
| 2    | 1     | 4    | FRA França         | Jérémy Stravius (1:47.42) Grégory Mallet (1:47.56) Amaury Leveaux (1:47.87) Clément Lefert (1:46.33)        | 7:09.18 | Q                |
| 3    | 1     | 5    | GER Alemanha       | Tim Wallburger (1:48.10) Dimitri Colupaev (1:47.47) Clemens Rapp (1:48.04) Paul Biedermann (1:45.62)        | 7:09.23 | Q                |
| 4    | 2     | 3    | AUS Austrália      | David McKeon (1:48.25) Cameron McEvoy (1:47.89) Ned McKendry (1:47.55) Ryan Napoleon (1:46.81)              | 7:10.50 | Q                |
| 5    | 2     | 6    | GBR Grã-Bretanha   | David Carry (1:48.82) Ross Davenport (1:47.59) Rob Bale (1:49.85) Robert Renwick (1:46.44)                  | 7:10.70 | Q                |
| 6    | 2     | 5    | CHN China          | Lü Zhiwu (1:48.83) Li Yunqi (1:47.27) Jiang Haiqi (1:47.56) Dai Jun (1:47.69)                               | 7:11.35 | Q                |
| 7    | 1     | 8    | RSA África do Sul  | Darian Townsend (1:48.09) Jean Basson (1:48.12) Sebastien Rousseau (1:47.67) Chad le Clos (1:47.63)         | 7:11.51 | Q                |
| 8    | 1     | 2    | HUN Hungria        | Dominik Kozma (1:47.24) Péter Bernek (1:48.94) László Cseh (1:48.19) Gergő Kis (1:47.27)                    | 7:11.64 | Q                |
| 9    | 1     | 3    | JPN Japão          | Yuki Kobori (1:48.00) Sho Sotodate (1:47.30) Chiaki Ishibashi (1:48.38) Yuya Horihata (1:48.06)             | 7:11.74 |                  |
| 10   | 2     | 1    | RUS Rússia         | Artem Lobuzov (1:48.30) Yevgeny Lagunov (1:47.40) Mikhail Polischuk (1:48.82) Alexandr Sukhorukov (1:47.34) | 7:11.86 |                  |
| 11   | 1     | 6    | ITA Itália         | Gianluca Maglia (1:48.39) Alex Di Giorgio (1:47.93) Riccardo Maestri (1:47.94) Marco Belotti (1:48.53)      | 7:12.69 |                  |
| 12   | 2     | 8    | BEL Bélgica        | Dieter Dekoninck (1:48.62) Glenn Surgeloose (1:48.22) Louis Croenen (1:49.32) Pieter Timmers (1:48.28)      | 7:14.44 | Recorde nacional |
| 13   | 1     | 1    | DEN Dinamarca      | Daniel Skaaning (1:48.98) Pál Joensen (1:49.40) Anders Lie (1:47.59) Mads Glæsner (1:49.07)                 | 7:15.04 | Recorde nacional |
| 14   | 2     | 7    | CAN Canadá         | Blake Worsley (1:48.23) Colin Russell (1:48.54) Tobias Oriwol (1:49.24) Alec Page (1:49.21)                 | 7:15.22 |                  |
| 15   | 1     | 7    | NZL Nova Zelândia  | Matthew Stanley (1:47.88) Steven Kent (1:49.92) Dylan Dunlop-Barrett (1:49.51) Andrew McMillan (1:49.87)    | 7:17.18 |                  |
| 16   | 2     | 2    | AUT Áustria        | David Brandl (1:49.80) Christian Scherübl (1:48.64) Markus Rogan (1:48.13) Florian Janistyn (1:51.37)       | 7:17.94 |                  |

### Final
| Pos.              | Raia | CON                | Nadadores                                                                                            | Tempo   | Notas            |
| ----------------- | ---- | ------------------ | --- | ------- | ---------------- |
| Medalha de ouro   | 4    | USA Estados Unidos | Ryan Lochte (1:45.15) Conor Dwyer (1:45.23) Ricky Berens (1:45.27) Michael Phelps (1:44.05)          | 6:59.70 |                  |
| Medalha de prata  | 5    | FRA França         | Amaury Leveaux (1:46.70) Grégory Mallet (1:46.83) Clément Lefert (1:46.00) Yannick Agnel (1:43.24)   | 7:02.77 | Recorde nacional |
| Medalha de bronze | 7    | CHN China          | Hao Yun (1:47.12) Li Yunqi (1:46.46) Jiang Haiqi (1:47.17) Sun Yang (1:45.55)                        | 7:06.30 |                  |
| 4                 | 3    | GER Alemanha       | Paul Biedermann (1:46.15) Dimitri Colupaev (1:46.36) Tim Wallburger (1:47.48) Clemens Rapp (1:46.60) | 7:06.59 |                  |
| 5                 | 6    | AUS Austrália      | Thomas Fraser-Holmes (1:46.13) Kenrick Monk (1:46.67) Ned McKendry (1:47.60) Ryan Napoleon (1:46.60) | 7:07.00 |                  |
| 6                 | 2    | GBR Grã-Bretanha   | Robert Renwick (1:46.93) Ieuan Lloyd (1:47.40) Rob Bale (1:47.45) Ross Davenport (1:47.55)           | 7:09.33 |                  |
| 7                 | 1    | RSA África do Sul  | Darian Townsend (1:47.25) Sebastien Rousseau (1:47.36) Chad le Clos (1:47.15) Jean Basson (1:47.89)  | 7:09.65 |                  |
| 8                 | 8    | HUN Hungria        | Dominik Kozma (1:46.94) László Cseh (1:48.06) Péter Bernek (1:48.74) Gergő Kis (1:49.92)             | 7:13.66 |                  |

Legenda
| Recorde mundial      | Recorde mundial (World record)               |                       | Recorde africano                      | Recorde africano (African) |                                           | Q | Classificado por posição (Qualified) |
| Recorde olímpico     | Recorde olímpico (Olympic record)            | Recorde da América    | Recorde da América (Americas)         | q                          | Classificado por melhor tempo (Qualified) |   |                                      |
| Melhor marca do ano  | Melhor marca do ano (World leading)          | Recorde asiático      | Recorde asiático (Asian)              | DNS                        | Não largou (Did not start)                |   |                                      |
| Recorde nacional     | Recorde nacional (National record)           | Recorde europeu       | Recorde europeu (European)            | DNF                        | Não terminou (Did not finish)             |   |                                      |
| Recorde pessoal      | Recorde pessoal do atleta (Personal best)    | Recorde da Oceania    | Recorde da Oceania (Oceania)          | DSQ / DQ                   | Desclassificado (Disqualified)            |   |                                      |
| Recorde da temporada | Recorde da temporada do atleta (Season best) | Recorde sul-americano | Recorde sul-americano (South America) | NM                         | Sem marca (No mark)                       |   |                                      |